# Maya-kungens krona
Mayakungens krona (Crown of the Mayas) är en Joakim von Anka-historia av Carl Barks från 1963. Den handlar om hur Joakim von Anka, Kalle Anka och Knattarna ger sig ut för att göra en arkeologisk utgrävning och hittar mayakungens krona

## Handling
Det börjar med att Joakim von Anka försöker bli medlem i Arkeologklubben i Ankeborg, men vägras medlemskap då han inte gjort några arkeologiska fynd att tala om. Joakim tar då med sig Kalle och Knattarna på en resa som tar dem över Yucatanhalvön. Där hittar de av en slump en ruinstad från Mayariket. De förföljs dock av två skurkar som är ute i samma ärende och blir instängda i en offerbrunn. Där hittar de Mayakungens krona på botten av brunnen och lyckas även hitta en ingång till ett av templen. Väl inne i templet lyckas de skrämma skurkarna och återta kontrollen över utgrävningen och skatterna.